# 塔夫利花园

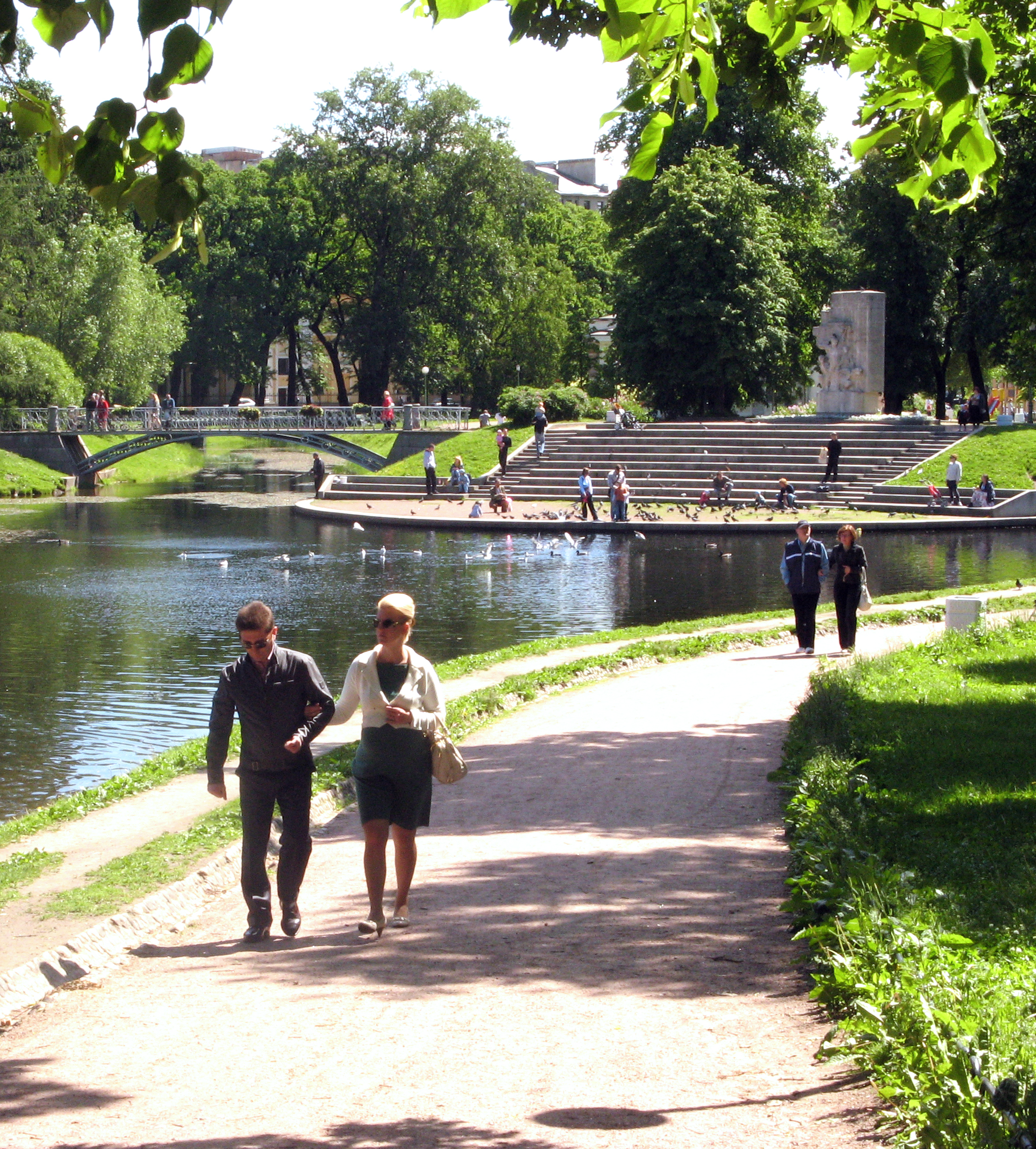

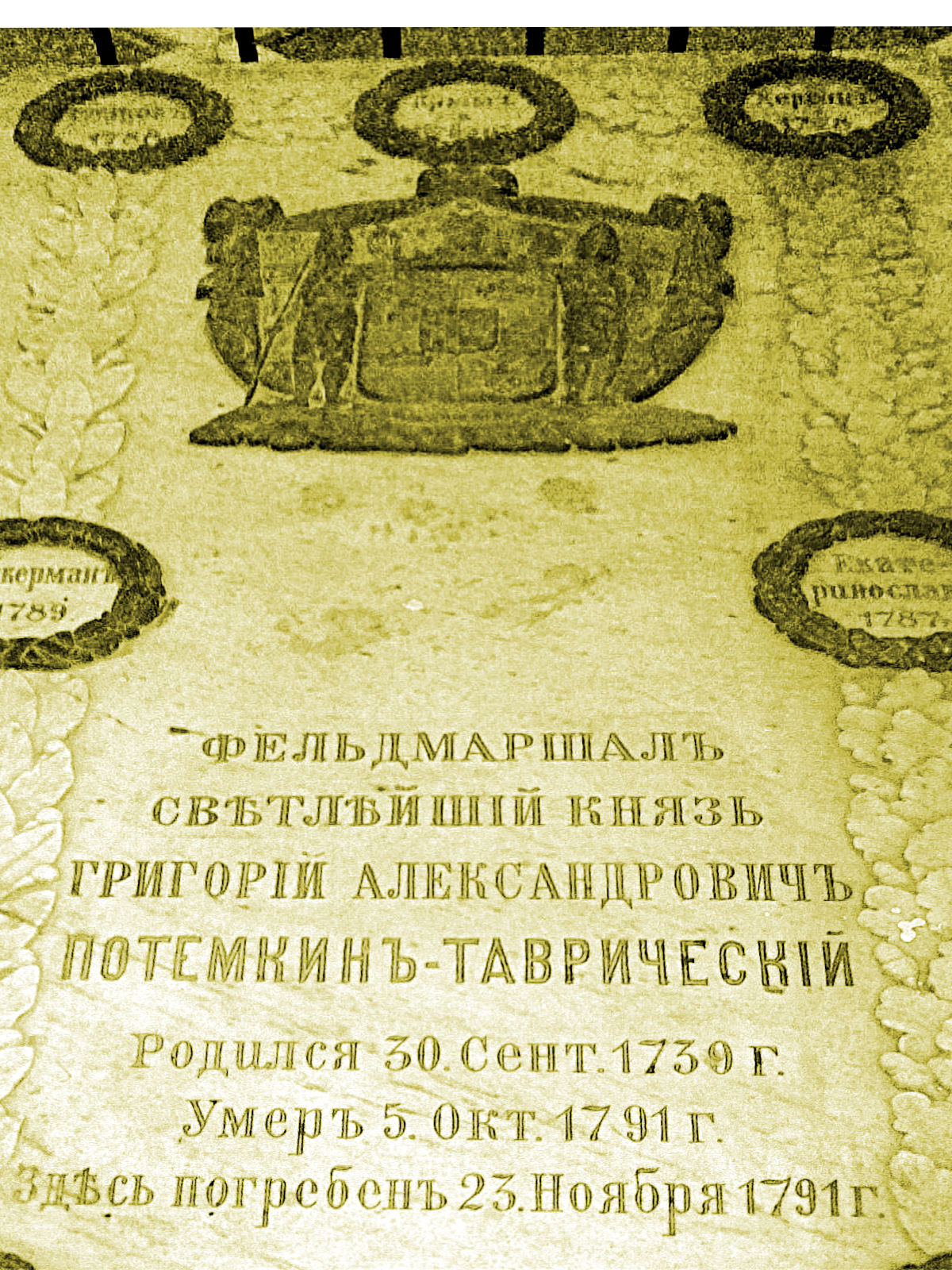

塔夫利花园（Таври́ческий сад）是俄罗斯圣彼得堡市中心的一个公园，它位于基乌斯克街（Кирочная улица）、波将金街（Потёмкинская улица）、斯帕勒纳亚街（Шпалерная улица）和塔夫利街（Таврическая улица）围合的街区内。花园面积为21.1公顷。
花园的名称，以及同名的塔夫利宫和塔夫利街（Таврическая улица），都与叶卡捷琳娜二世时代的俄罗斯军事领袖格里戈里·亚历山德罗维奇·波将金有关，塔夫利亲王是他的头衔。他率领了对克里米亚的征服，解除了南方来自克里米亞汗國的战争威胁。塔夫利是克里米亚的古希腊名称（希腊语：Ταυρική；俄语：Таврида；英语：Taurica）。塔夫利花园和塔夫利宫是一个单一的景观建筑群。

## 历史
在塔夫利宫建造期间，由英国园林大师V.古尔德于1783年—1800年建造了塔夫利花园。安排了一个复杂的水文系统，由两个池塘连接水流。池塘里装满了利戈夫斯基运河的水。池塘上有两个岛屿。1866年，塔夫利花园向公众开放。
从1930年到1940年，这个花园称为“第一个五年文化娱乐公园”（парком культуры и отдыха имени Первой пятилетки），1958年改为市儿童公园（Городским детским парком）。1975年4月14日恢复塔夫利花园原名。
塔夫利花园曾受到1924年洪水和列宁格勒围城战的严重影响。在1958年和1997-2001年，进行过济慈修复。1962年，园内安放了彼得·伊里奇·柴可夫斯基纪念碑，1995年，又安放了谢尔盖·叶赛宁纪念碑。

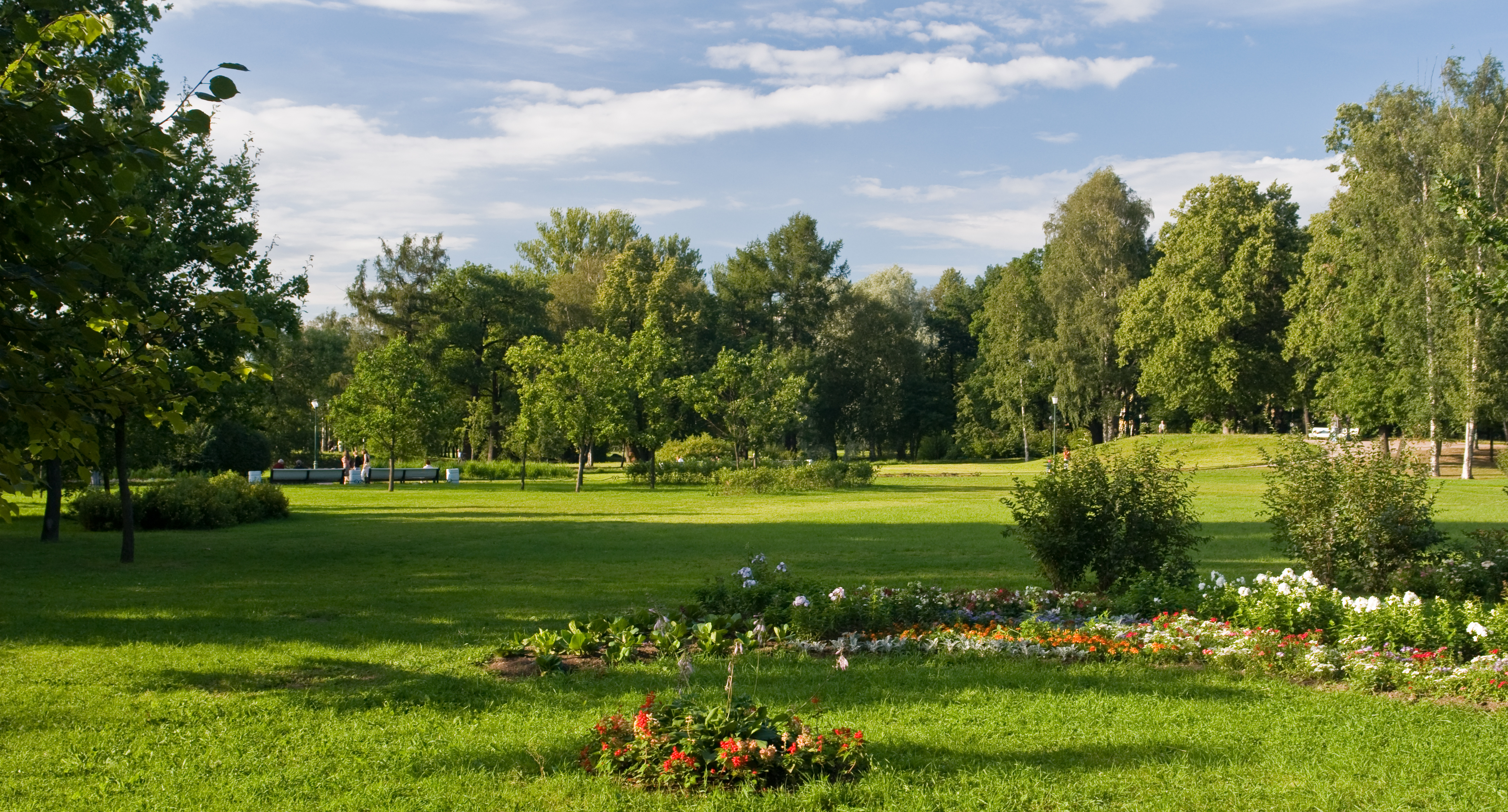
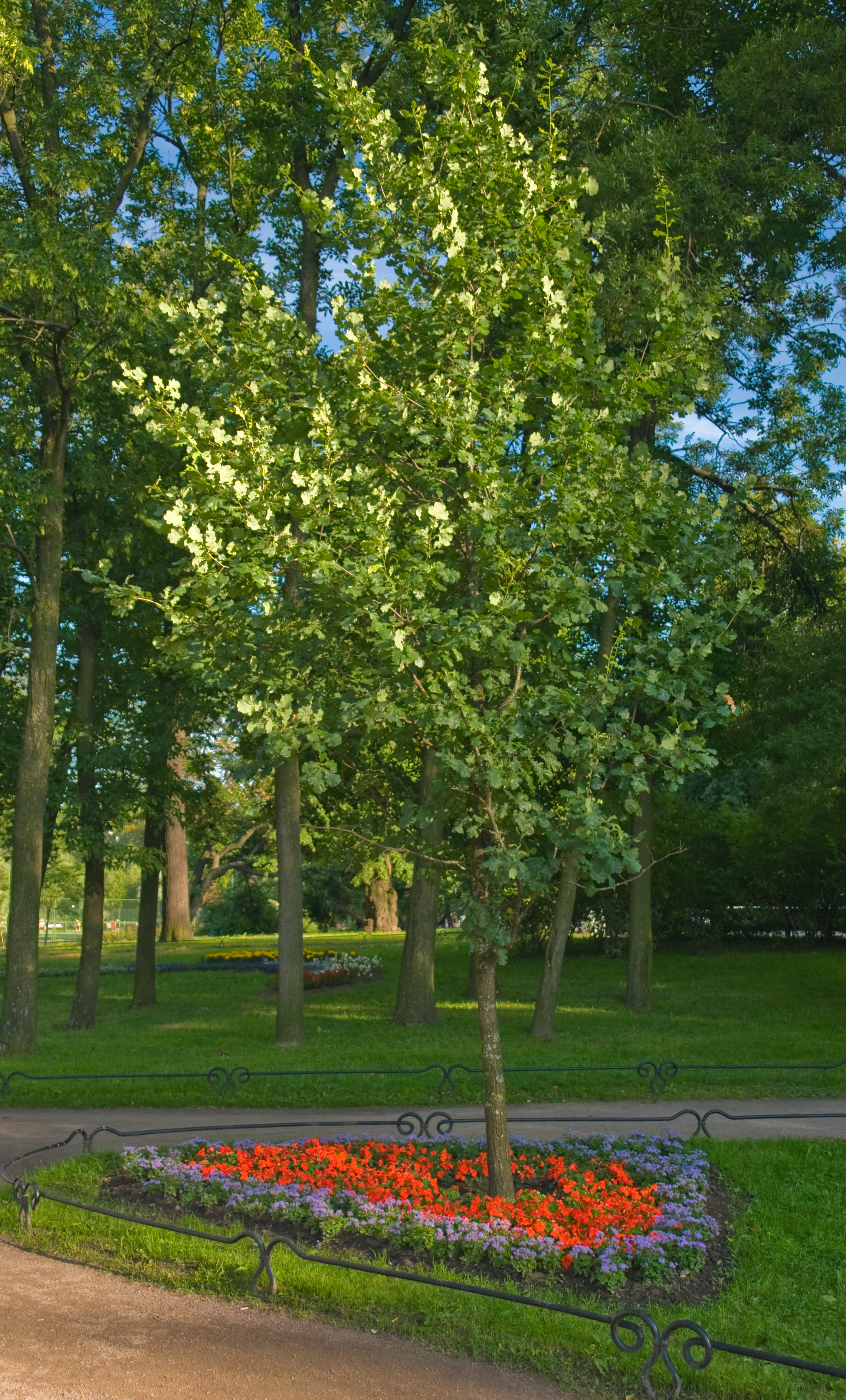
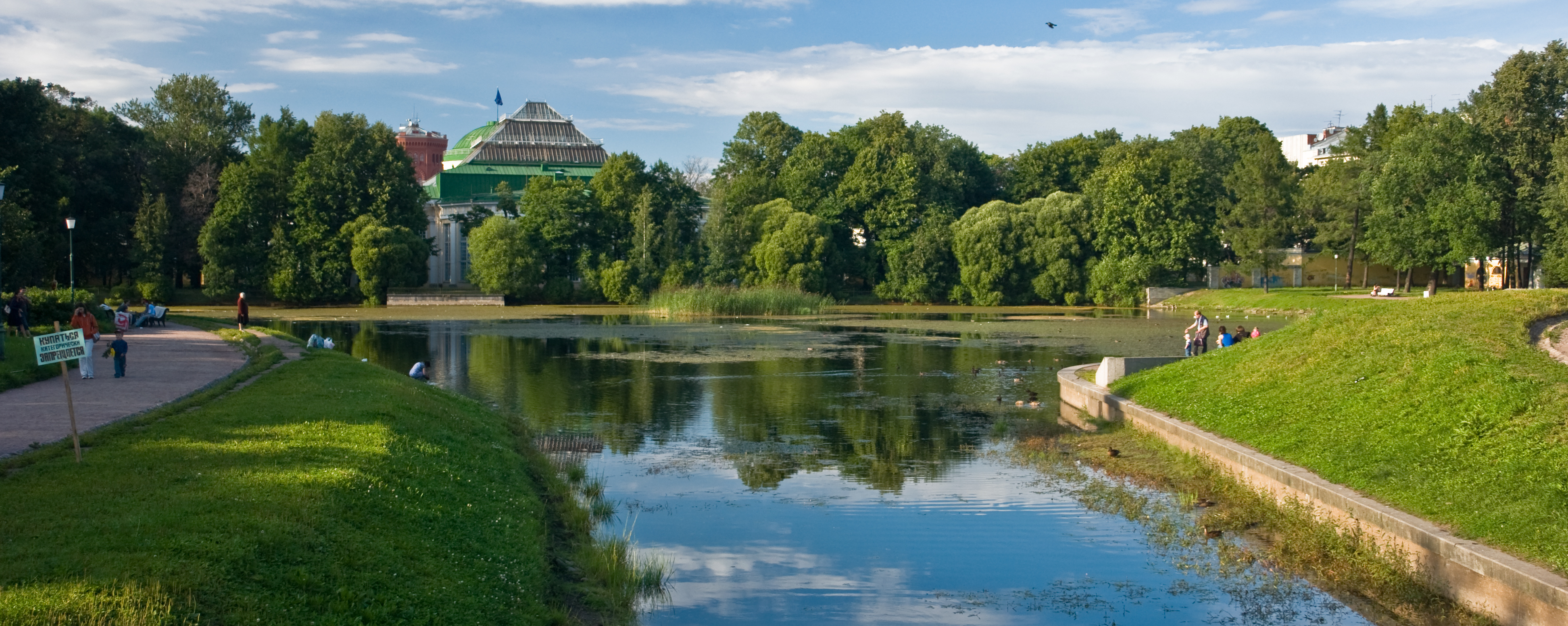
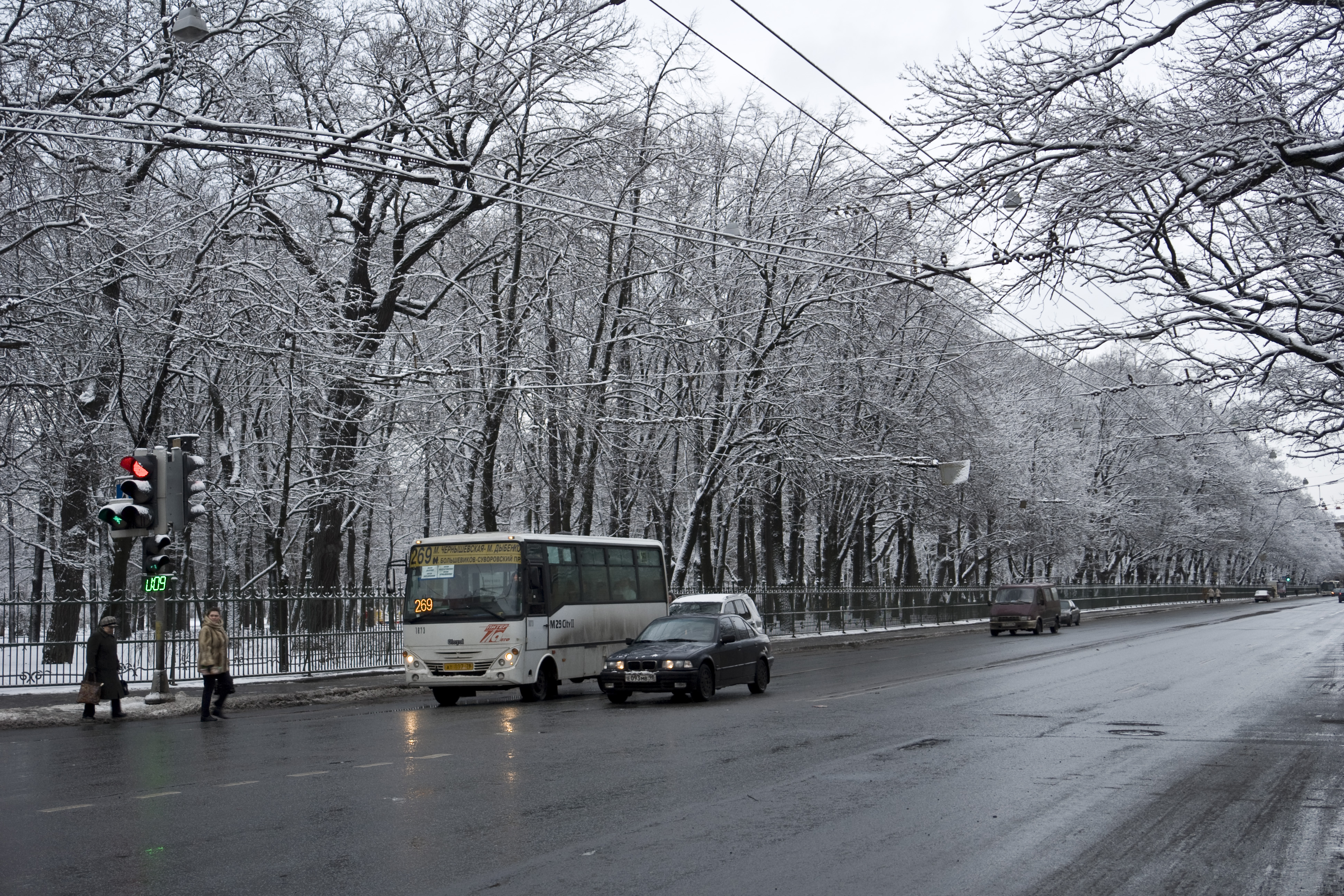